# Indokinesisk blåkråka
Indokinesisk blåkråka (Coracias affinis) är en fågel i familjen blåkråkor inom ordningen praktfåglar. Den behandlas traditionellt som en del av indisk blåkråka, men urskiljs allt oftare som egen art.

## Utseende
Indokinesisk blåkråka är en 33 cm lång blåkråka som i mycket liknar sin nära släkting indisk blåkråka, med bland annat grönaktig mantel och vita strimmor på örontäckarna. Den är dock mörkare beigegrå under med violett anstrykning, på nedre delen av buken blågrå snarare än skärbeige respektive turkos. Den saknar även den indiska blåkråkans rostfärgade nacke, vingtäckarna är djupblå snarare än hälften blå och hälften turkos och på huvudet har den svart tygel, ej brun. Vidare skiljer sig mönstret på stjärten, med mörka stjärthörn istället för mörkt band på stjärtspetsen och mörkblå, ej turkos centralt.

## Utbredning och systematik
Indokinesisk blåkråka förekommer från östra Nepal, Bhutan och nordöstra Indien (Bihar, Assam) österut till sydcentrala Kina (södra Sichuan, Yunnan) och söderut till thailändska halvön och Indokina. Den betraktades tidigare som underart till indisk blåkråka (Coracias benghalensis) och vissa gör det fortfarande. DNA-studier visar dock att indokinesisk blåkråka snarare är systerart till sulawesiblåkråkan och urskiljs därför allt oftare som egen art.

## Status och hot
Arten har ett stort utbredningsområde och en stor population, och tros öka i antal. Utifrån dessa kriterier kategoriserar internationella naturvårdsunionen IUCN arten som livskraftig (LC).